# Stina med Sven
Stina med Sven var en programserie med Stina Lundberg och Sven Melander som programledare och intervjuare. Programmet sändes på SVT lördagar från 18 februari 1989 fram till 22 april 1989 och innehöll intervjuer och livemusik med såväl svenska kändisar som internationella storstjärnor.

## Medverkande
Episod 1. Elvis Costello, Jerry Williams, Galenskaparna och After Shave, Thåström, Wendy & Lisa, Barbara Hendricks, Bizazz(dansgrupp).
Episod 2. Trance Dance, Birgitta von Otter, Anne Sofie von Otter, Mikael Wiehe, Debbie Gibson, Björn Afzelius, Apologia Flamenca,
Episod 3. Ewert Ljusberg, Gunde Svan, Marie Svan, Orup (musiker), Lars Lind, Trio Bulgarka, Thorbjörn Fälldin, The Blow Monkeys, Björn Skifs.
Episod 4. Lennie Norman, Thory Bernhards, Tommy Nilsson, Jean-Michel Jarre, Kim Hedås & Jonas Gardell, Bröderna Brothers, Ulla Skoog. 
Episod 5. Jakob Hellman, Barry Manilow, Roxette, Jörgen Mörnbäck, Wiktor Forss, Mona Seilitz & Stefan Falk.
Episod 6. Paula Abdul, José Feliciano, Tomas Di Leva, Tommy Nilsson, Sten Andersson, Gordana Pavlovic, 
Episod 7. Living in a box, Robin, Arne Weise.
Episod 8. Eva Dahlgren, Fine Young Cannibals, Håkan Södergren och svenska ishockeylandslaget Tre Kronor.